# برايان بيكفورد
برايان بيكفورد (بالفرنسية: Brian Peckford)‏ (و. 1942  م) هو سياسي، ورائد أعمال كندي.

## مناصب
تولى منصب Premier of Newfoundland and Labrador ‏ (26 مارس 1979–22 مارس 1989)
- عضو المجلس النيابي لنيوفندلاند ولابرادور ‏ (24 مارس 1972–20 أبريل 1989).

## التعليم
تعلم في جامعة ميموريال في نيوفاوندلاند.